# 陆滢
陆滢（1989年1月22日—），上海人，中國女子游泳运动员。

## 生涯

### 广州亚运会
2010年，陆滢代表中国參加廣州亞運會游泳比賽的女子50米蝶泳項目，奪得銅牌。

### 伦敦奥运会
2012年，陆滢代表中国出戰英國倫敦舉行的奥林匹克运动会游泳比賽女子100米蝶泳及4×100米混合泳接力賽事，其中100蝶泳獲得亚军。
2013年，世界游泳锦标赛女子50米蝶泳决赛中以25秒42的成绩赢得银牌，并打破亚洲纪录。
2015年7月，在2015年世界夏季大学生运动会上夺得50米蝶泳金牌，并打破大會纪录。同年8月在喀山举办的2015年世界游泳锦标赛上，她获得50米蝶泳、100米蝶泳两枚铜牌，以及4×100米混合泳接力金牌。

### 里约奥运会
2016年8月，陆滢代表中国出战巴西里约热内卢举行的奥林匹克运动会游泳比赛女子100米蝶泳赛事。在女子100米蝶泳预赛中，陆滢以57.08秒的成绩名列第5，进入半决赛；在半决赛中以57.15秒的成绩名列第6，进入决赛。